# Nederlandse kampioenschappen schaatsen sprint 2011
Het Nederlands kampioenschap sprint 2011 werd op 27 en 28 december 2010 gehouden op de overdekte schaatsbaan Thialf te Heerenveen.
Titelhouders waren de winnaars van 2010, Annette Gerritsen en Stefan Groothuis. Stefan Groothuis wist zijn titel te prolongeren, zijn vierde in totaal en derde oprij. Bij de vrouwen werd Margot Boer na 2009 voor de tweede keer kampioen.
Tijdens dit NK sprint (m/v) waren er naast de nationale titels ook twee keer vier startplaatsen te verdienen voor de Wereldkampioenschappen sprint, die ook in Heerenveen plaatsvinden. Bij de vrouwen plaatsten de eerste vier van het kampioenschap zich voor het WK sprint, bij de mannen plaatsten zich de eerste drie en komt er in januari nog een skate-off.
Grote namen die ontbraken waren de geblesseerde Nederlands kampioen op de 500 meter Ronald Mulder, de eveneens geblesseerde Mark Tuitert en bij de vrouwen de Nederlands kampioene op de 1000 meter Marrit Leenstra, die zich op het NK Allround 2011 richtte dat tegelijkertijd op dezelfde schaatsbaan werd verreden.

## Programma
| Programma                |                                                                                     |
| Datum                    | Onderdeel                                                                           |
| maandag 27 december 2010 | 1e 500 meter vrouwen 1e 500 meter mannen 1e 1000 meter vrouwen 1e 1000 meter mannen |
| dinsdag 28 december 2010 | 2e 500 meter vrouwen 2e 500 meter mannen 2e 1000 meter vrouwen 2e 1000 meter mannen |

## Mannen

### Afstandmedailles
| Afstand  | 1e               | 2e               | 3e              |
| -------- | ---------------- | ---------------- | --------------- |
| 1e 500m  | Jan Smeekens     | Stefan Groothuis | Jan Bos         |
| 1e 1000m | Stefan Groothuis | Jan Bos          | Sjoerd de Vries |
| 2e 500m  | Jan Smeekens     | Stefan Groothuis | Hein Otterspeer |
| 2e 1000m | Stefan Groothuis | Jan Bos          | Sjoerd de Vries |

### Eindklassement
| #      | Schaatser            | 500m              | 1000m           | 500m          | 1000m           | Punten        |
| ------ | -------------------- | ----------------- | --------------- | ------------- | --------------- | ------------- |
| Goud   | Stefan Groothuis     | 35,26 (2)         | 1.08,54 (1)     | 35,25 (2)     | 1.08,56 (1)     | 139,060 BR/pr |
| Zilver | Jan Smeekens         | 35,04 (1)         | 1.10,23 (4)     | 35,12 (1)     | 1.11,19 (8)     | 140,870       |
| Brons  | Jan Bos              | 35,51 (3)         | 1.09,82 (2)     | 35,69 (6)     | 1.10,00 (2)     | 141,110       |
| 4      | Michel Mulder        | 35,76 (8)         | 1.10,64 (9)     | 35,53 (4)     | 1.10,41 (5)     | 141,815       |
| 5      | Sjoerd de Vries      | 35,77 (9)         | 1.09,90 (3)     | 36,09 (10)    | 1.10,25 (3)     | 141,935       |
| 6      | Remco Olde Heuvel    | 36,02 (12)        | 1.10,28 (5)     | 36,11 (11)    | 1.10,26 (4)     | 142,400       |
| 7      | Lars Elgersma        | 35,90 (10)        | 1.10,40 (7)     | 35,93 (8)     | 1.10,90 (6)     | 142,480       |
| 8      | Jacques de Koning    | 35,54 (4)         | 1.11,74 (12)    | 35,54 (5)     | 1.11,38 (9)     | 142,640       |
| 9      | Jesper Hospes        | 35,74 (6) pr      | 1.12,14 (15)    | 35,97 (9)     | 1.12,80 (17)    | 144,180       |
| 10     | Jesper van Veen      | 36,42 (13) pr     | 1.11,55 (10)    | 36,48 (14)    | 1.11,48 (10) pr | 144,415 pr    |
| 11     | Rienk Nauta          | 36,65 (16)        | 1.11,59 (11)    | 36,45 (13) pr | 1.11,54 (11) pr | 144,665 pr    |
| 12     | Rens Boekhoff        | 36,50 (14)        | 1.12,19 (16)    | 36,34 (12) pr | 1.11,84 (12)    | 144,855 pr    |
| 13     | Freddy Wennemars     | 36,51 (15)        | 1.13,06 (20)    | 36,74 (15)    | 1.12,38 (15)    | 145,970       |
| 14     | Aron Romeijn         | 36,92 (17)        | 1.12,27 (17)    | 36,87 (16) pr | 1.12,12 (14) pr | 145,985 pr    |
| 15     | Wietse van der Heide | 37,21 (20)        | 1.12,68 (19)    | 37,09 (18) pr | 1.11,90 (13) pr | 146,590 pr    |
| 16     | Lieuwe Mulder        | 37,09 (19) pr     | 1.12,60 (18)    | 37,29 (19)    | 1.12,45 (16) pr | 146,905 pr    |
| 17     | Joep Pennartz        | 37,39 (22) pr     | 1.11,95 (13) pr | 37,40 (20)    | 1.13,88 (19)    | 147,705 pr    |
| 18     | Bart Schipper        | 37,29 (21) pr     | 1.13,33 (21)    | 37,41 (21)    | 1.12,85 (18) pr | 147,790 pr    |
| 19     | Gijs Esders          | 37,45 (23) pr     | 1.13,40 (22) pr | 37,56 (22)    | 1.13,96 (20)    | 148,690 pr    |
| 20     | Hein Otterspeer      | 1.21,34 (24, val) | 1.10,29 (6)     | 35,40 (3)     | 1.10,96 (7)     | 187,365       |
| -      | Demian Roelofs       | 37,06 (18)        | 1.12,13 (14)    | 37,04 (17)    | DNS             | 110,165       |
| -      | Pim Schipper         | 35,95 (11)        | 1.10,47 (8)     | DQ            |                 | 71,185        |
| -      | Kjeld Nuis           | 35,65 (5) pr      | DQ              | 35,88 (7)     |                 | 71,530        |
| -      | Simon Kuipers        | 35,75 (7)         | DNS             |               |                 | 35,750        |

## Vrouwen

### Afstandmedailles
| Afstand  | 1e          | 2e                  | 3e                  |
| -------- | ----------- | ------------------- | ------------------- |
| 1e 500m  | Margot Boer | Annette Gerritsen   | Laurine van Riessen |
| 1e 1000m | Ireen Wüst  | Annette Gerritsen   | Margot Boer         |
| 2e 500m  | Margot Boer | Annette Gerritsen   | Thijsje Oenema      |
| 2e 1000m | Ireen Wüst  | Laurine van Riessen | Margot Boer         |

### Eindklassement
| #      | Schaatser             | 500m          | 1000m           | 500m         | 1000m           | Punten     |
| ------ | --------------------- | ------------- | --------------- | ------------ | --------------- | ---------- |
| Goud   | Margot Boer           | 38,49 (1)     | 1.17,06 (3)     | 38,38 (1)    | 1.16,85 (3)     | 153,825 pr |
| Zilver | Annette Gerritsen     | 38,68 (2)     | 1.16,93 (2)     | 38,84 (2)    | 1.17,28 (4)     | 154,625    |
| Brons  | Laurine van Riessen   | 38,89 (3)     | 1.17,37 (4)     | 39,06 (4)    | 1.16,66 (2)     | 154,965    |
| 4      | Ireen Wüst            | 39,18 (5)     | 1.16,60 (1)     | 39,51 (8)    | 1.16,52 (1)     | 155,250    |
| 5      | Thijsje Oenema        | 39,05 (4)     | 1.18,86 (10)    | 39,01 (3)    | 1.18,31 (8)     | 156,645    |
| 6      | Sophie Nijman         | 39,32 (6) pr  | 1.17,81 (5)     | 39,51 (8)    | 1.17,88 (6)     | 156,675 pr |
| 7      | Natasja Bruintjes     | 39,63 (9)     | 1.18,46 (8)     | 39,50 (6)    | 1.17,92 (7)     | 157,320    |
| 8      | Anice Das             | 39,39 (7) pr  | 1.18,35 (7)     | 39,79 (10)   | 1.18,61 (10)    | 157,660    |
| 9      | Janine Smit           | 39,78 (10)    | 1.18,47 (9)     | 39,50 (6) pr | 1.18,39 (9) pr  | 157,710 pr |
| 10     | Roxanne van Hemert    | 40,31 (21)    | 1.18,34 (6)     | 40,04 (14)   | 1.17,85 (5) pr  | 158,455 pr |
| 11     | Mayon Kuipers         | 39,40 (8)     | 1.20,75 (17)    | 39,24 (5)    | 1.19,15 (11) pr | 158,590 pr |
| 12     | Jorien Kranenborg     | 39,95 (13)    | 1.19,66 (13)    | 39,94 (12)   | 1.19,22 (12)    | 159,330    |
| 13     | Floor van den Brandt  | 39,85 (12)    | 1.20,02 (14)    | 39,81 (11)   | 1.19,40 (14) pr | 159,370 pr |
| 14     | Marit Dekker          | 39,82 (11) pr | 1.20,34 (15)    | 39,99 (13)   | 1.19,84 (15)    | 159,900 pr |
| 15     | Letitia de Jong       | 40,10 (16) pr | 1.19,35 (12) pr | 40,62 (18)   | 1.19,38 (13)    | 160,085 pr |
| 16     | Esmeralda Nieuwendorp | 40,10 (16)    | 1.20,75 (17) pr | 40,20 (15)   | 1.20,88 (17)    | 161,115 pr |
| 17     | Rosa Pater            | 40,08 (15)    | 1.21,50 (20)    | 40,50 (16)   | 1.20,60 (16)    | 161,630 pr |
| 18     | Inge Bervoets         | 40,15 (18) pr | 1.20,90 (19)    | 40,67 (19)   | 1.20,88 (17)    | 161,710 pr |
| 19     | Inge van Essen        | 40,27 (20) pr | 1.21,50 (20)    | 40,58 (17)   | 1.22,26 (19)    | 162,730 pr |
| -      | Bo van der Werff      | DQ            | 1.20,41 (16)    | 41,15 (20)   |                 | 81,355     |
| -      | Lotte van Beek        | 40,23 (19)    | 1.19,05 (11)    | DNS          |                 | 79,755     |
| -      | Marianne Timmer       | 40,03 (14)    | DNS             |              |                 | 40,030     |